# Varese Calcio SSD
Varese Calcio SSD var en italiensk fotbollsklubb från Varese. Klubbens färger var vitt och rött. Laget spelade sina hemmamatcher på Stadio Franco Ossola. Klubben grundades 22 mars 1910 och upplöstes 14 juli 2019.

## Historia
Varese Calcio SSD bildades 22 mars 1910 som Varese Football Club. 
1964 tog klubben för första gången steget upp i Serie A. Under resten av 1960-talet och fram till mitten av 1970-talet var man ett typiskt ”jojo-lag” och pendlade mellan Serie A  och Serie B.
Laget åkte ur Serie B 1985 och det skulle dröja ända till 2010 innan man var tillbaka. Både säsongen 2010-2011 och 2011-2012 kvalificerade sig Varese för kval till Serie A men båda gångerna missade man chansen att ta steget upp. 
Den 14 juli 2019 upplöstes klubben på grund av ekonomiska problem. A.S.D. Città di Varese, en klubb också baserad i Varese, bildades 12 dagar senare; under sin första säsong vann de Terza Categoria Varese Group B 2019–20, den lägsta divisionen i den italienska fotbollen.

## Kända tidigare spelare
Se också Spelare i Varese
- Federico Balzaretti
- Roberto Bettega
- Antonio Di Natale
- Claudio Gentile
- Giuseppe Meazza
- Giovanni Trapattoni